# دوري كرة القدم الغربي 1947–48
دوري كرة القدم الغربي 1947–48 (بالإنجليزية: 1947–48 Western Football League)‏ هو موسم من دوري كرة القدم الغربي ‏. فاز فيه Trowbridge Town F.C. ‏.